# Метода Рунге-Кута
Метода Рунге-Кута служи за нумеричко решавање Кошијевог проблема за диференцијалну једначину првог или вишег реда. Овим методом се врши нумеричка интеграција обичних диференцијалних једначина помоћу корака у средини интервала како би се умањиле грешке нижег реда.
Ова метода има сличности са Тејлоровом методом, само што израз  замењује једноставнијим  на следећи начин: 
{\displaystyle y_{n+1}=y_{n}+\sum _{t=1}^{r}\alpha _{i}K_{i}^{(n)}}
Заменом вредности p =2 и n =2 добијамо методу Рунге-Кута 2. реда, 

а за p =4 и n =4 добијамо методу Рунге-Кута 4. реда, а то су управо и два облика ове методе која се најчешће користе.